# Enderbyland
Koordinaten: 67° 30′ 0″ S, 53° 0′ 0″ O

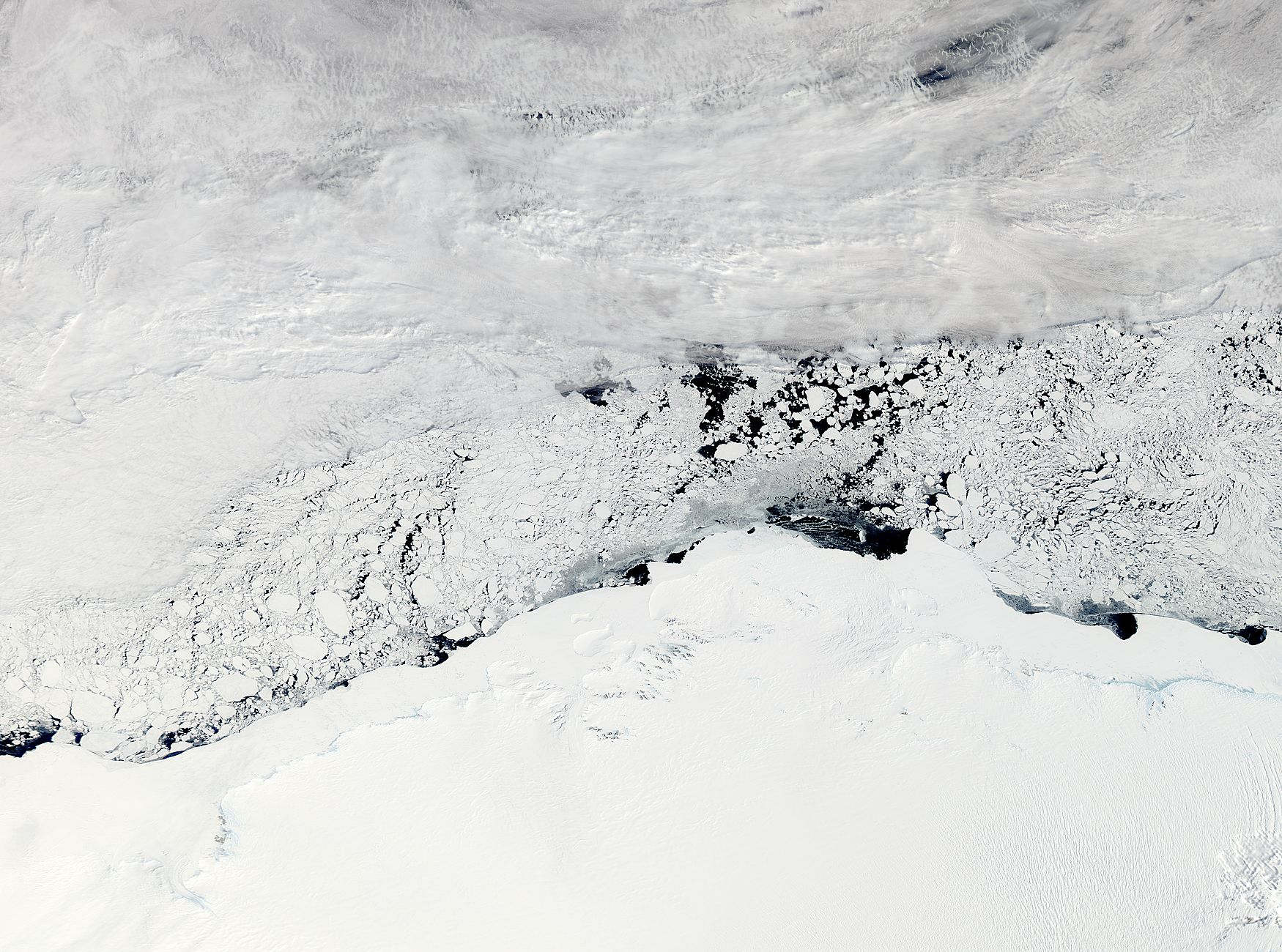
MODIS-Aufnahme der Küste des Enderbylands (2011)

Das Enderbyland (englisch Enderby Land) ist eine Region in Ostantarktika.

## Geografie
Das Enderbyland liegt im Ostteil des antarktischen Kontinents und grenzt im Westen im Bereich der Kronprinz-Olav-Küste an Königin-Maud-Land sowie im Osten an Kempland. Die Küste erstreckt sich über mehrere 100 km vom Shinnan-Gletscher bei 44° 38′ O bis zur William Scoresby Bay bei 59° 34′ O.
Den nördlichen Abschluss bildet die Küste am Südpolarmeer im Bereich des Indischen Ozeans mit der Kosmonautensee im Westen und der Kooperationssee im Osten. Gegen Süden – also in Richtung des Südpols – existiert keine klar definierte Grenze. Als Sektor bis zum Südpol erstreckt sich das Gebiet über eine Fläche von 449.900 km².
Das Enderbyland hebt sich von den benachbarten Regionen in der Ostantarktis dadurch ab, dass es halbinselartig relativ weit (bis nördlich 66° S) in den Ozean ragt. Den exponiertesten Teil der Küste bildet das Kap Borley; die wichtigsten Meeresbuchten sind – von West nach Ost – die Caseybucht, die Amundsenbucht und die Edward-VIII.-Bucht. Vor der Küste des Enderbylandes liegen einige Inseln, von denen die gut 20 km lange, im Jahr 1930 entdeckte White Island (66° 44′ S, 48° 35′ O) die bedeutendste ist. Die höchste Erhebung ist der 2830 m hohe Mount McMaster (66° 47′ S, 51° 58′ O).

## Geologie
Enderbyland gehört, wie die ganze Ostantarktis, zu den geologisch ältesten Kratonen der Erde und war möglicherweise Bestandteil des ersten Superkontinents Ur.
Erstmals wurde dort ein bis dahin nicht bekannter Typ Gestein, der inzwischen nach der Region benannte Enderbit, gefunden.

## Geschichte
Die Küste der Region wurde im Februar 1831 durch den englischen Seefahrer John Biscoe an Bord der Tula entdeckt. Er benannte die Gegend nach den Gebrüdern Enderby, den Inhabern der Londoner Walfangfirma Samuel Enderby & Sons, in deren Diensten er stand. Heute erhebt Australien territorialen Anspruch (Australisches Antarktis-Territorium) auf das Enderbyland; dieser wird allerdings wegen der Gültigkeit des Antarktisvertrages international nicht anerkannt.
1962 errichtete die Sowjetunion an der westlichen Küste des Enderbylandes die Ganzjahresstation Molodjoschnaja. In ihr und der im Hinterland gelegenen japanischen Sommerstation Mizuho wird heute in der Region Polarforschung betrieben.